# Бонфон (Горњи Пиринеји)
Бонфон (фр. Bonnefont) насеље је и општина у јужној Француској у региону Миди Пирене, у департману Горњи Пиринеји која припада префектури Тарб.
По подацима из 2011. године у општини је живело 351 становника, а густина насељености је износила 22,84 становника/km². Општина се простире на површини од 15,37 km². Налази се на средњој надморској висини од 380 метара (максималној 476 m, а минималној 275 m).

## Демографија
| 1962. | 1968. | 1975. | 1982. | 1990. | 1999. | 2011. |
| ----- | ----- | ----- | ----- | ----- | ----- | ----- |
| 421   | 463   | 422   | 313   | 358   | 313   | 351   |

График промене броја становника у току последњих година